# Saison 2025-2026 de l'Élan sportif chalonnais
La saison 2025-2026 de l'Élan sportif chalonnais est la vingt huitième de l'Élan chalon en BetClic Élite.

## Matchs

### Matchs amicaux
Avant saison